# Frank Baumholtz
Frank Conrad Baumholtz (né le 7 octobre 1918 à Midvale, Ohio ; mort le 14 décembre 1997  à Winter Springs, Floride) était un ancien joueur américain de baseball qui évolua au poste de champ extérieur en Ligue majeure de baseball de 1947 à 1957.

## Carrière

### Basket-ball universitaire
Baumholtz fut aussi un joueur de basket-ball à l'université d'Ohio. Son numéro 54 a été retiré dans le Convocation Center. La cérémonie s'est déroulée le 4 février 1995, qui a été déclarée "Frank Baumholtz Day" dans la ville d'Athens, Ohio et sur le campus. Ce fut le seul numéro retiré jusqu'en 2007 où Dave Jamerson et Walter Luckett connurent le même honneur.
Baumholtz fut élu dans la first team All-American en basketball en 1941, lors de son année senior, menant les Bobcats en finale du National Invitation Tournament, le plus prestigieux tournoi du pays à l'époque et fut nommé MVP. Il disputa une saison avec les Cleveland Rebels en Basketball Association of America, l'ancêtre de la National Basketball Association. Lors de la saison BAA 1946-1947, Baumholtz joua 45 matchs, pour une moyenne de 14.0 points par match.

### Baseball professionnel
Baumholtz termina à la 5e place pour le vote du titre de National League Rookie of the Year 1947, disputant 151 matchs et cumulant 643 At Bats, 96 Runs, 182 Hits, 32 Doubles, 9 Triples, 5 Home Runs, 45 RBI, 6 Stolen Bases, 56 Walks, 28,3 % Batting, 34,1 % On-base, 38,4 % Slugging, 247 Total Bases et 11 Sacrifice Hits.
Baumholtz finit 17e pour le vote du titre de National League MVP 1952 disputant 103 matchs et cumulant 409 At Bats, 59 Runs, 133 Hits, 17 Doubles, 4 Triples, 4 Home Runs, 35 RBI, 5 Stolen Bases, 27 Walks, 32,5 % Batting, 37,1 % On-base, 41,6 % Slugging, 170 Total Bases et 7 Sacrifice Hits.
En dix saisons, il joua 1019 matchs et cumula 3477 At Bats, 450 Runs, 1010 Hits, 165 Doubles, 51 Triples, 25 Home Runs, 272 RBI, 30 Stolen Bases, 258 Walks, 29,0 % Batting, 34,2 % On-base, 38,9 % Slugging, 1352 Total Bases, 45 Sacrifice Hits, 10 Sacrifice Flies et 2 Intentional Walks.
Baumholtz connut une saison mémorable en ligue mineure en 1950, tapant à 37,9 % et combinant 254 hits en 172 matchs pour les Los Angeles Angels de la Pacific Coast League.